# Hans-Dieter Schmidt (Regisseur)
Hans-Dieter Schmidt (* 8. März 1926 in Wurzen; † 1988) war ein deutscher Film- und Theaterregisseur und Schauspieler.

## Wirken
Schmidt war nach dem Besuch der Oberschule Soldat, dann in Kriegsgefangenschaft. Nach dem Zweiten Weltkrieg war er zunächst als Lehrer tätig; von 1948 an studierte er an der Hochschule für Theater und Musik in Halle die Fächer Schauspiel und Regie. Er begann seine Theaterlaufbahn 1950 als Schauspieler und Regisseur in Leipzig; seine erste Regiearbeit für das DDR-Fernsehen war Das Tierhäuschen (1956), mit Christine Ansel, Hannes W. Braun und Ursula Figelius. Als Schauspieler war er in Wilhelm Gröhls Fernsehfilm Weil du mich liebst (1958) zu sehen. Schmidts letzte Regiearbeit war Die Talente (1960), mit Manfred Krug, Edwin Marian und  Horst Ziethen in den Hauptrollen. Er wurde dann (als Nachfolger von Horst Günther) Leiter des Kabaretts Pfeffermühle in Leipzig.

## Hörspiele
Sprecher:
- 1951: Günter Wieland: Jack Holsten (Siegfried Richter) – Regie: Werner Wieland

Regieassistenz:
- 1951: Herb Tank: Zwischenfall im Hafen – Regie: Werner Wieland
- 1951: Alexander Puschkin: Der Postmeister – Regie: Werner Wieland

## Theater
Regie
- 1954: Fritz Alexander: Die gestohlene Prinzessin – (Theater der Freundschaft Berlin)
- 1955: Manfred Richter: Lotos und der Knecht Mao Te – (Theater der Freundschaft Berlin)
- 1956: Herta Greef/Joachim-Dietrich Link: Mann und Frau im Essigkrug – (Theater der Freundschaft Berlin)
- 1959: Herbert Walter nach den Brüder Grimm: Die Bremer Stadtmusikanten – (Theater der Freundschaft Berlin)
- 1959: Maurycy Janowski/Heinz Kufferath/Guido Masanetz: Der Instrukteur soll heiraten – (Operettentheater Leipzig)
- 1962: Friedrich Wolf: Krassin rettet Italia (Theater der Jungen Welt Leipzig)
- 1963: Mit Gisela Schwarz-Marell: Quartett mit Schlager – (Theater der Freundschaft Berlin)

Autor
- 1958: Kännchen voll – Regie: Gustav Wehrle (Theater der Freundschaft Berlin)
- 1962: Nach Brüder Grimm: Wettlauf zwischen Hase und Igel (Theater der Jungen Welt Leipzig)
- 1962: Schluss mit Blindkuh – Auch Regie (Städtische Theater Leipzig)
- 1963: Mit Gisela Schwarz-Marell: Quartett mit Schlager – Auch Regie (Theater der Freundschaft Berlin)
- 1972: Nach Erwin Strittmatter: Tinko – Regie: Helfried Schöbel (Theater Junge Generation Dresden)